# 꼬꼬면
꼬꼬면은 식품 회사인 팔도에서 판매하는 라면이다. 대한민국의 개그맨인 이경규가 KBS 2TV의 예능 프로그램인 남자의 자격 중 라면의 달인이라는 라면 경쟁 대회에서 선보였다.

## 대한민국 라면시장 영향
꼬꼬면의 인기에 힘입어 2011년 하반기에는 대한민국에서 하얀색 국물 라면이 트렌드로 자리잡았으며, 삼양식품의 나가사키 짬뽕, 오뚜기의 기스면, 농심의 곰탕라면 등 유사 제품들이 연이어 출시되었다. 봉지 라면에서 상대적으로 약했던 팔도는 꼬꼬면의 빅 히트에 힘입어 라면 사업부를 1983년에 런칭한 라면 브랜드명인 (주)팔도라는 사명으로 2012년 1월 1일에 분사하였다.

## 기타 사항
꼬꼬면의 개발자인 이경규는 팔도로부터 2%의 인세를 받는다. 한편, 상표 등록 과정에서 방송이 나간 뒤 한 시청자가 '꼬꼬면' 상품명 등록을 먼저 해 버려서 그 이름으로 출시를 못 할 뻔했으나, 며칠 만에 자진 취하되어 해결되는 일이 있기도 했다.
꼬꼬면의 봉지에는 ‘계란을 풀지 않고 그대로 익혀 드시거나 계란 흰자만 넣어드시면 더욱 맛있다’는 문구가 적혀있다. 2011년 11월 1일에 컵라면도 출시되었다.

## 같이 보기
- 남자의 자격
- 이경규
- 팔도
- 2012년 한국 프로 야구